# عدوى اختراق
عدوى الاختراق، هي حالة يصاب فيها الشخص المتلقي للقاح بنفس المرض الذي يهدف اللقاح إلى الوقاية منه. أو ببساطة أكثر، هي الحالة التي تصف فشل اللقاحات في توفير مناعة ضد العوامل الممرضة المستهدفة. سجلت حالات عدوى الاختراق لدى العديد من الأفراد المتلقين للقاحات متنوعة كلقاح النكاف والحماق (جدري الماء) والإنفلونزا. تعتمد طبيعة هذا النوع من العدوى على الفيروس نفسه. تكون أعراض عدوى الاختراق أخف ومدة الإصابة أقصر في معظم الحالات.
تتضمن الأسباب المتهمة بحدوث عدوى الاختراق الخطأ في طريقة الإعطاء وسوء التخزين والطفرات الفيروسية وكبح الأضداد. لا تكون اللقاحات فعالة بنسبة 100% نتيجةً لهذه الأسباب. يوفر لقاح الإنفلونزا الشائعة مناعة ضد الإنفلونزا لدى نحو 58% من المتلقين. يفشل لقاح الحصبة في توفير المناعة لدى نحو 2% من الأطفال المتلقين للقاح. ومع ذلك، قد تقي مناعة القطيع الأفراد المتلقين للقاح غير فعال من الإصابة بالمرض. وفقًا لذلك، تقلل مناعة القطيع من حالات عدوى الاختراق بين السكان.
في أبريل 2021، أبلغ مركز السيطرة على الأمراض والوقاية منها عن وجود 5814 حالة عدوى اختراق بكوفيد 19 في الولايات المتحدة الأمريكية و74 حالة وفاة من بين أكثر من 75 مليون شخص تلقى اللقاح بشكل كامل.

## بحسب المرض

### فيروس جدري الماء النطاقي
تبلغ فعالية لقاح فيروس جدري الماء النطاقي في الوقاية من المرض نحو 85%. ومع ذلك، تكون أعراض عدوى الاختراق أخف لدى نحو 75% من الأفراد المتلقين للقاح مقارنةً بغير المتلقين له؛ إذ يعاني هؤلاء الأفراد عادةً من حمى منخفضة الدرجة وطفح حطاطي بقعي ولا يتعدى عدد الآفات الجلدية لديهم الخمسين آفة. في المقابل، يعاني الأفراد غير الملقحين عادةً من حمى تصل حتى 102 فهرنهايت ويتراوح عدد الآفات الجلدية لديهم ضمن المجال 200- 500 آفة جلدية على هيئة بقع (آفات غير مرتفعة) تتطور إلى حطاطات وآفات حويصلية. إضافةً لذلك، تستمر العدوى لدى الأفراد غير الملقحين لفترة أطول مقارنةً بالأشخاص المصابين بعدوى الاختراق.
تعزى معظم حالات الاختراق إلى فشل الفرد في امتصاص اللقاح. لذلك، اقترح البعض تلقي الأطفال جرعة ثانية من اللقاح بعد مدة لا تتجاوز العام من الجرعة الأولى.

### النكاف
يضم لقاح MMR مجموعة لقاحات ضد الحصبة والنكاف والحصبة الألمانية. تبلغ فعالية لقاح النكاف في الوقاية من المرض نحو 88%. يعاني الأفراد المصابون بعدوى الاختراق من مضاعفات خطيرة أقل مقارنةً بالأفراد غير المحصنين ضد النكاف. مع ذلك، قد تشمل هذه المضاعفات التهاب السحايا العقيم والتهاب الدماغ.
لا يزال سبب عدوى الاختراق في النكاف غير مفهوم تمامًا لغاية الآن، ويعتقد الباحثون أن التطور الفيروسي (الانسياق المستضدي) يفسر غالبية حالات الاختراق. تقترح نظريات أخرى أن الخلايا اللمفاوية التائية للذاكرة تلعب دورًا في تطور هذا النوع من العدوى.

### التهاب الكبد ب
تعزى عدوى الاختراق في حالة التهاب الكبد ب إلى الطفرات الفيروسية بشكل أساسي. تؤدي هذه الطفرات إلى تغير البروتينات السطحية ما يمنع الأضداد من التعرف عليها. تسمى الفيروسات التي تحمل هذه الطفرات بطفرات الهروب من اللقاح. قد تحدث عدوى الاختراق بسبب تأخر التطعيم وكبت المناعة والحمل الفيروسي الأموي. قد لا يعاني الشخص المصاب بعدوى الاختراق من أية أعراض.

### كوفيد 19
أبلغ العلماء عن إصابة امرأتين بعدوى اختراق تالية للقاح كوفيد 19 من بين 417 شخص تلقى اللقاح، وذلك حتى وقت نشر الدراسة في أبريل 2021. وجد العلماء لدى هاتين الحالتين تحورًا في المادة الوراثية للفيروس.

## الخصائص

### أسباب بيولوجية

#### العمر
يخضع جهاز المناعة مع تقدم الشخص في العمر لسلسلة من التغييرات في عملية يشار إليها باسم التشيخ المناعي. تتضمن هذه التغييرات انخفاض إنتاج الخلايا التائية الساذجة والخلايا البائية الساذجة. يعزى انخفاض عدد الخلايا اللمفاوية الساذجة (التائية والبائية) إلى تخرب القسيمات الطرفية في الخلايا الجذعية المكونة للدم بمرور الوقت، وهذا ما يحد من تكاثر الخلايا الجذعية المكونة للدم وإنتاج الأرومات اللمفاوية. يتفاقم الأمر مع حقيقة ميل الخلايا الجذعية المكونة للدم إلى إنتاج الأرومات النقوية أكثر من الأرومات اللمفاوية إضافةً لعدم قدرة الخلايا اللمفاوية الناضجة على التكاثر بشكل دائم. يقيد انخفاض عدد الخلايا اللمفاوية الساذجة والقدرات التكاثرية المحدودة للخلايا اللمفاوية الناضجة عدد الخلايا اللمفاوية وتنوعها استجابةً للعوامل الممرضة الموجودة في اللقاح.
في الواقع، تكون لقاحات الأنفلونزا واللقاحات الثلاثية ولقاحات المكورات الرئوية أقل فعالية لدى البالغين فوق عمر 65 سنة. ومع ذلك، يوصي مركز السيطرة على الأمراض والوقاية منها بأن يحصل كبار السن على لقاح الإنفلونزا بسبب خطورة المرض لدى هذه الفئة من السكان؛ إذ يوفر اللقاح مستوى معتدل من المناعة ضد الفيروس لديهم.

#### تدخل الأضداد
يحد وجود الأضداد الأموية لدى الرضع من فعالية اللقاحات المعطلة والموهنة والفرعية. يمكن للأضداد الأموية أن تلتصق بالحواتم الموجودة على البروتينات الفيروسية في اللقاح. يؤدي التعرف على البروتينات الفيروسية بواسطة الأضداد الأموية إلى تعديل الفيروس. إضافةً لذلك، تتنافس الأضداد الأموية مع مقابلها الموجود لدى الرضيع على الارتباط بالمستضدات. ولهذا لا يتفعل الجهاز المناعي للرضيع ولا ينتج سوى عدد قليل من الأضداد. تبقى الاستجابة المناعية مكبوتة في كثير من الأحيان حتى بعد ارتباط الخلايا البائية بالعامل الممرض. ترسل مستقبلات FC إشارة إلى مستقبلات الخلايا البائية التي تمنع انقسام الخلايا، وذلك إذا ارتبطت مستقبلات الخلايا البائية بالمستضد ومستقبلات FC بالأضداد الأموية في نفس الوقت. لا ينتج جسم الرضيع سوى عدد قليل من خلايا الذاكرة البائية بسبب ضعف جهاز المناعة وتثبيط انقسام الخلايا البائية. لا يسمح مستوى خلايا الذاكرة البائية لدى الرضيع بتوفير مقاومة كافية ضد العوامل الممرضة مدى الحياة.
تختفي الأضداد الأموية لدى معظم الأطفال بعد 12- 15 شهر من الولادة، لذا لا تتأثر اللقاحات التي تعطى خارج هذه النافذة بتدخل الأضداد الأموية.

#### طول عمر خلايا الذاكرة البائية
يتفعل الجهاز المناعي للفرد عند تلقيه للقاح ما، وتخزن خلايا الذاكرة البائية الاستجابة المضادة له في الجسم. تبقى هذه الخلايا في الدورة الدموية إلى حين التخلص من العدوى المسببة للمرض. ينقص عدد القسيمات الطرفية بعد كل انقسام خلوي، ولهذا لا تستطيع الخلايا اللمفاوية التكاثر إلى الأبد. تعيش هذه الخلايا عادةً لعدة عقود، ويختلف طول عمرها بحسب نوع اللقاح وجرعته. ما يزال سبب اختلاف طول عمر خلايا الذاكرة البائية غير معروف حتى الآن. ومع ذلك، نسب البعض هذا الاختلاف إلى السرعة التي يصيب بها العامل الممرض الجسم، وبالتالي عدد الخلايا المشاركة في الاستجابة المناعية ضد العامل الممرض في اللقاح ونوعها.